# 존 버코
존 사이먼 버코 (John Simon Bercow, 1963년 1월 19일~)은 영국의 정치인으로, 2009년 6월부터 2019년 11월까지 서민원 의장을 맡았다. 의장으로 선출되기 전에는 보수당 소속 국회의원이었다. 버코는 본래 강경 우파 성향이었으나 의원이 되고 나서부터는 성향을 바꾸었고, 한때 변절하여 노동당에 합류할 지도 모른다는 소문까지 돌았던 적이 있었기에, 의장 경선에서 보수당 외 정당의 지지를 전폭적으로 받았고, 동시에 옛 동료 의원들로부터는 큰 지지를 받지 못하였다.
존 버코는  1986년~1990년에 시의원을 지냈으며 1987년과 1992년 총선에 후보로 나섰으나 낙선했다. 그러나 1997년 총선에서 당선되어 버킹엄 지역구 국회의원이 되었으며, 2001년에는 보수당의 그림자 내각 일원으로 합류했다. 이 내각에서 버코는 이언 덩컨 스미스와 마이클 하워드의 후임자로 지명되어 각각의 공직을 수행했다. 2002년 11월 입양아동법을 둘러싼 논란으로 그림자 내각에서 물러났으나, 2003년 하워드 대표에 의해 내각에 다시 복귀했다. 하지만 2004년 9월 하워드 대표와의 갈등으로 파면되었다.
마이클 마틴 의장이 사임하자 버코는 2009년 6월 22일 의장 경선에 출마를 선언하였고, 결실을 거두었다. 이후 수년간 의장직을 맡았고 2015년 5월 7일 총선에서 자신의 지역구에서 재선에 성공했다. 총선 직후 새 의회 임기가 시작된 2015년 5월 18일에 만장일치로 서민원 의장에 다시 당선되었다.
2014년에는 베드퍼드셔 대학교의 총장으로 임명되기도 했다.

## 어린 시절과 학업
버코는 잉글랜드 런던 에지웨어에서 영국계 유대인 가족으로 태어났다. 버코의 친할아버지와 친할머니는 루마니아에서 온 유대인으로, 반세기 전에 잉글랜드에 정착하였으며 아버지는 택시 운전기사였다. 버코는 우드사이드파크에 있는 프리스 메이너 초등학교에 입학하고 노스핀칠리의 핀칠리 메이너힐 종합중등학교로 진학했다. 어린 시절 버코는 영국 최고의 주니어 테니스 선수로 등극하기도 했으나 프로 경력으로 이어지지기에는 부족했다고 한다.
1985년 버코는 에식스 대학교에서 행정학으로 1등급 우수 학위를 받았다. 앤서니 킹 교수는 "버코가 대학에 다닐 때는 매우 보수적이고, 꽤나 까다로우면서도 아주 우수했다. 그야말로 뛰어난 학생이었다"고 회상했다. 버코는 젊은 운동가로써 우익 성향의 보수 월요 클럽에 합류했고 이민 귀환 위원회의 총무를 맡았다. 하지만 스무살이 되면서 클럽을 떠났는데 다수의 클럽 회원들이 가진 견해가 자신과 맞지 않다는 이유에서였다.
1981년 버코는 월요 클럽의 전국대표 후보로 나서 이민자들의 '본국 귀환 지원' 계획을 실시하라고 목소리를 높이기도 했다. 이 때 이후로 버코는 클럽 활동을 '완전히 미친 짓'이었다고 규정하고, 클럽 회원 시절 지지했던 견해들을 일축하고 있다.

## 정치 입문 전
에식스 대학교를 졸업한 버코는 1986년 보수당 학생연맹 (FCS) 전국위원장으로 선출되어 다음해까지 맡았다. 임기가 1년에 불과했던 것은 1987년 한 회원이 2차 대전 이후 카자흐인들의 소련 송환과 관련해 해롤드 맥밀런 의원을 전쟁 범죄 혐의로 고발하고, 이를 계기로 당시 보수당 의장이었던 노먼 테빗이 FCS를 해체했기 때문이었다. 버코는 보수당 지도부의 주목을 이끌어냈고, 1987년 테빗 의장으로부터 보수당 대학생 포럼 (FCS의 후임 단체) 부의장으로 임명되어 1987년 총선 선거운동의 학생 지지 운동을 지휘하게 되었다.
종합금융회사에서 한동안 일하던 버코는 1988년 로비 기업인 롤랜드 샐링베리 케이시 (사치 앤드 사치의 계열사)로 들어갔고 5년도 채 안 되어 이사직에 올랐다.
버코는 보수당 동료인 줄리언 루이스와 함께 고급 연설과 사회운동 강연에 10년째 나서고 있으며, 이를 통해 총 600명 이상의 보수당 당원 (일부는 현 국회의원)이 사회운동과 커뮤니케이션 기술을 교육받았다. 또 지도력협회 (Leadership Institute)의 학생들을 대상으로 미국에서도 강연에 나서고 있다.

## 정치 경력

### 시의원
1986년, 버코는 런던 램버스구의 보수당 소속 시의원이 되었다. 1987년에는 영국 최연소 시의회 부의장으로 임명되었다.

### 특별보좌관
1995년 버코는 조너던 에이트켄 재무장관의 특별보좌관이 되었다. 명예훼손 소송으로 에이트켄 장관이 사임하자 버코는 버지니아 바텀리 국가문화유산장관의 특별보좌관이 되어 공직을 수행했다.

### 국회의원

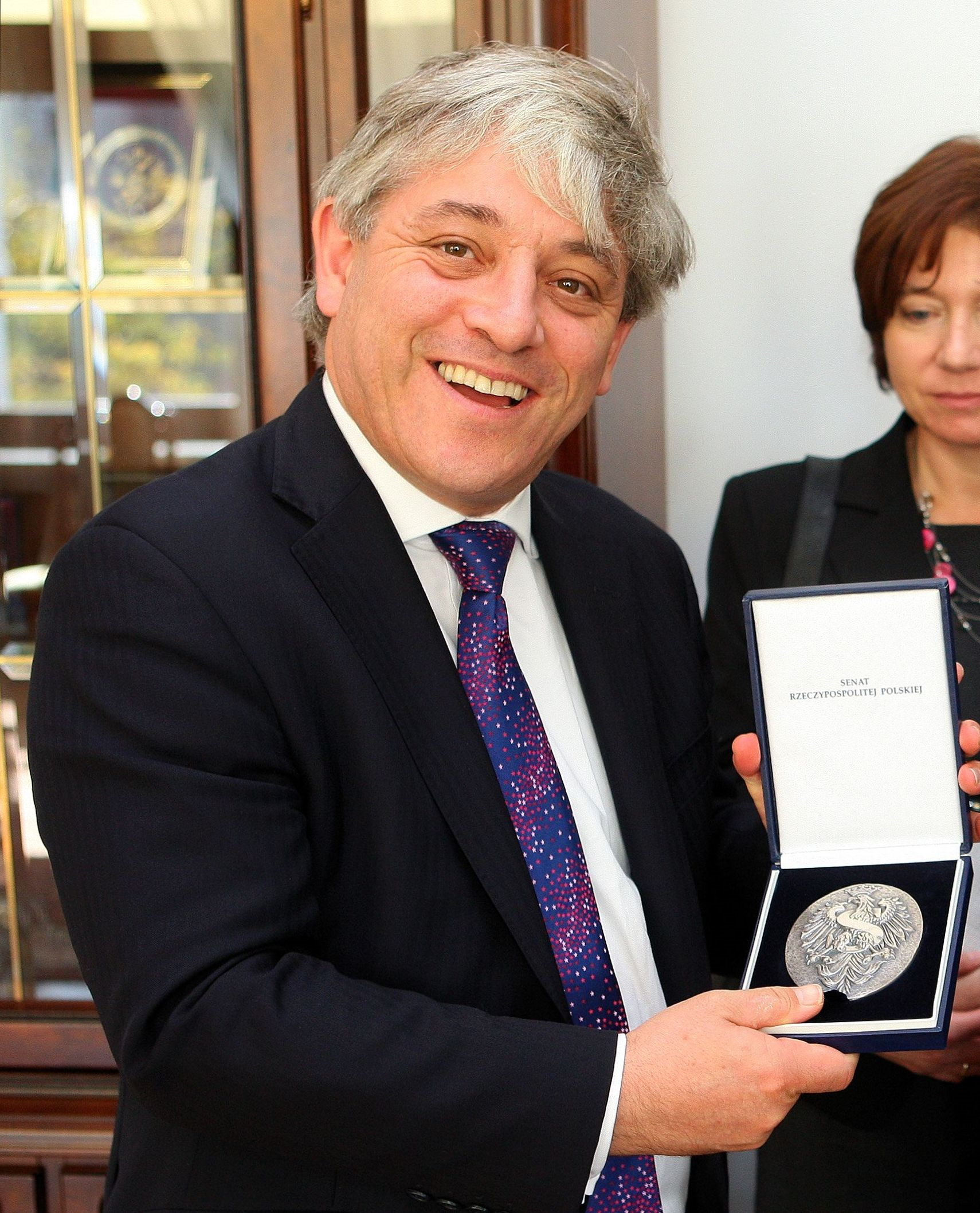
2010년 폴란드를 방문한 버코 의장

버코는 1987년 총선에서 마더웰사우스 지역구 후보로 나섰으나 낙선하고, 1992년 총선에서 브리스톨사우스 지역구 후보로 다시 한번 나섰지만 역시 낙선하였다. 총선을 1년 앞둔 1996년 버코는 보수당 텃밭이던 버킹엄 지역구와 서리히스 지역구의 후보 지명회의에 참석하기 위해 헬리콥터를 1,000파운드에 임대했는데, 결과적으로 버킹엄 지역구 후보로 지명되어 헛된 일은 아니게 되었다. 버코는 이 당시 헬리콥터를 임대했던 일화를 두고 "내 평생 썼던 천 파운드 중에서 제일 최고"라고 칭하기도 했다.
버코는 1997년 총선에서 버킹엄 지역구 국회의원으로 처음 당선되었다. 당시 그가 받은 표는 12,386표로 과반을 넘겼다. 그 다음 총선인 2005년 총선에서는 18,129표차로 과반표가 더욱 늘어났다. 2010년 총선에서도 재선에 성공했으나 이번에는 받은 표가 12,529표로 과반표가 살짝 줄었다.
버코는 야당의 하위직 내에서도 가파르게 진급해 나갔다. 1999년 6월 교육고용부 야당측 대변인에 임명되었고, 2000년 7월에는 내무부 야당측 대변인 자리에 올랐다. 2001년에는 이언 덩컨 스미스 보수당 대표에 의해 그림자 내각에 합류하였으며, 2001년 9월부터 2002년 7월까지 예비 재무장관을 거쳐 7월부터 11월까지 예비 노동연금 부장관직을 수행했다. 이 기간 동안 잠시나마 회의장 정면석에 앉았던 버코는 "정치판의 최고 자리에 오를 정도로 가차없이 지내던 시절은 아니었다"고 공개적으로 밝혔다. 2002년 9월 노동당 내각이 결혼하지 않은 동성, 이성 부부가 아이를 입양할 수 있도록 하는 입양아동법 제정을 추진하자, 덩컨 스미스 대표는 의원들을 대상으로 긴급 등원 명령을 공포하여, 각자 자유투표가 아닌 법안에 반대표를 던질 것을 요청했다. 이후 버코 의원은 정면석에서 스스로 물러났다. 뒷자리에 앉게 된 평의원으로써 버코 의원은 덩컨 스미스 대표를 공개적으로 비판하고, 스미스 대표가 다음 총선에서 승리하는 것은 "사막에서 에스키모를 만나는 일"이나 다름없을 것이라고 단언했다.
2003년, 버코 의원은 토니 블레어 총리의 이라크 대량살상무기 보유 혐의 관련 연설에 대해 칭찬했다. 버코는 "이라크 논쟁에서 탁월한 연설을 펼치신 것에 대해 축하의 말씀을 드린다. 여타 수많은 국외 문제와 마찬가지로 이 주제에 대해 총리님께서는 뛰어난 정치 수완을 보여 주셨다"고 썼다. 2003년 11월, 신임 보수당 대표인 마이클 하워드는 버코를 예비 국제개발장관에 임명했다. 그러나 버코는 세금, 이민, 이라크 등의 사안에 대해 하워드 대표와 갈등을 빚었고, 결정적으로 2004년 9월 앤 와이드컴 의원이 하워드 대표를 두고 "그 사람 뭔가 어둑한 면이 있어"라고 말했던 것은 옳은 일이었다고 대표에게 직접 쏘아붙이면서 파면되어 정면석에서 물러났다. 버코는 미얀마와 그곳에서 자주 불거지는 민주주의, 집단학살 문제에 오랜 관심을 두었다. 2006년에는 토리 개혁단(Tory Reform Group)의 후원인이 되었다. 한편 2001년에는 예전에 자신이 회원으로 있었던 보수 월요 클럽의 국회의원 회원가입 금지에 찬성하기도 했다
버코는 부족 초당의원모임의 재정관을 맡기도 했다. 이 모임은 정당을 넘어선 30여명의 국회의원들로 구성된 초당의원모임으로, 부족에 대한 의회 차원 및 대중의 인식을 높이는 것을 목표로 삼고 있다.
2010년 버코는 레즈비언과 게이, 양성애자의 평등을 지원한 공로로 정치인 부문 스톤월 상을 수상했다. 스톤월의 평가 결과 레즈비언, 게이, 양성애자의 평등 우호성에서 100%의 점수를 받았다.

## 서민원 의장

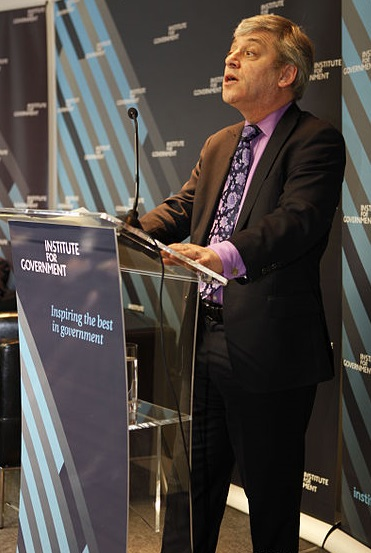
2011년 정부연구소에서 연설 중인 버코 의장

버코는 의장직에 오르기 위해 오랜 기간 동안 조용히 지지 운동을 펼쳤으며 마이클 마틴의 후계자라는 호평을 받았다. 2009년 5월 20일, 버코는 마틴 의장의 퇴임으로 치러지게 된 의장 선거에 출마하겠다고 공식적으로 선언하고, 의장 관련 공약집을 출간했다. 선거 출마 결정 이유와 관련하여 버코는 다음과 같이 밝혔다. "평의원들의 원내 참여 및 기회 강화라든지, 또 의회를 일으켜 세워서 '단지 지금 정부를 위해서 도장을 찍어주기만 하는 곳이 아니라, 지금의 정부를 견제하고 적발하는 것도 필요하며 알맞다'는 것을 인식하도록 힘쓰는 등, 처리해야 할 과제들이 있다고 느꼈기에 출마하고 싶었습니다."
6월 22일 1차 투표에서 버코는 179표를 받았다. 최다 득표였으나 당선까지는 과반표가 살짝 부족했다. 이날 이후 마지막 3차 투표에서는 322표를 받아 271표의 조지 영 경을 누르고 정상에 올랐으며, 그날 밤 10시 여왕의 재가를 받아 제157대 의장이 되었다. 경선과 동시에 버코는 보수당 당원직을 내려놓고 탈당했다.
버코의 의장 선거 승리를 두고 꽤 말이 많았는데 당초 버코가 속한 보수당 의원들로부터 지지를 적게 받을 것으로 예측되었기 때문이다. 보수당 의원들은 대체로 버코 의원을 불신했는데 버코의 정치 성향이 변화했다는 점 (수년에 걸쳐 극우에서 사회자유주의로 옮겨가서 과거 정당 대표들과 마찰을 빚었다), 노동당 정부로부터 자문관직 권유를 받아들였다는 점 (버코가 노동당 합류 직전에 있다는 소문이 자꾸 돌기도 했다), 보수당 동료 의원들과 대체로 좋은 관계를 맺지 못했다는 점, 그리고 의장직에 오르기 위해 활발한 지지 운동을 펼쳐 왔다는 점 등이 그 이유로 꼽혔다. 이로 인해 버코는 후보로 나선 다른 세 보수당 동료 의원들 만큼 적은 표를 받을 것으로 예측되고 있었다. 그러나 실제로는 보수당에서 표가 깎여나간 만큼 다수의 노동당 의원들로부터 지지를 받았는데, 이들 대부분이 마이클 마틴을 의장직에서 내쫓아야 한다고 여기며 불만에 가득차 있던 동시에 그를 대신할 인물로 보수당에게 우호적이지 않은 인물을 원했기 때문이었다.
버코는 최초의 유대인 의장이자 완전과반투표(exhaustive ballot)로 당선된 최초의 의장이며, 서민원 참석 시 전통 예복을 입지 않는 최초의 의장이기도 하다. 다만 전통에 따라 의장실에 자신의 문장을 전시해 두고는 있다.
2011년에는 1911년 의회법 제정 백주년을 기념하여 지난 백년간의 주요 정치인들에 관한 연속 강연을 하기로 결정했다. 이렇게 시작된 의장 강연은 2012년과 2013년에도 다른 주제로 바꾸어 이어졌다.
2015년 3월 26일, 윌리엄 헤이그 전 보수당 대표 및  당시 서민원 대표가 발의한 정부 동의안이 서민원 표결에 올랐다. 오는 2015년 총선 이후 버코 의장을 연임시킬지의 여부를 무기명 투표로 묻자는 내용이었는데, 결론적으로는 부결되었다. 대다수 의원들은 이 동의안이 발의된 시점이 선거 전 의회가 해산되기 직전이라는 점에서 비춰보아, 버코 의장을 쫓아내기 위한 부정한 음모라고 여겼다. 실제로도 동의안에 반대할 것으로 예상된 일부 노동당 의원들은 이미 자신들의 지역구로 복귀한 상태이기도 했다. 결국 버코는 총선 이후 만장일치로 의장 연임을 하게 되었다.
2017년 2월 6일, 버코 의장은 원내 발언을 통해, 미국 도널드 트럼프 대통령의 영국 국빈방문 도중 서민원에서의 연설 계획에 "강력히 반대할 것"이라고 밝히면서, "인종차별과 성차별 반대"는 "굉장히 중요한 고려 사항"이라고 의원들에게 말했다. 이 발언은 논란이 불거지면서 다음날 영국의 각 신문 1면을 장식했으며, <가디언>지 칼럼니스트 오웬 존스, 제레미 코빈 노동당 대표, 데니스 스키너 노동당 의원, 팀 패런 자민당 대표 등 일각에서는 버코 의장의 참여발언을 지지했다. 하지만 나드힘 자하위 보수당 의원 같은 반트럼프 진영마저도 의장의 중립성을 약화시키고 위선적으로 발언했다는 비판의 목소리가 나왔으며, 여당 일각에서는 버코 의장이 자기 본분을 넘지 않았냐는 평도 나왔다. 존 위팅데일 전 문화장관 및 맬든 지역구 보수당 의원은 버코의 발언을 두고 "언론의 관심을 가능한 많이 끌어 대중의 인기를 노리는 것 (playing to the gallery)"라고 일축했으며, 버코 의장 스스로도 노먼 폴러 귀족원 의장에게 자신의 발언에는 협의가 부족했다며 사과했다.

## 개인 정보
버코는 2002년 샐리 일먼과 결혼하였으며 세 명의 자녀를 두고 있다. 부인은 보수당 당원이었다가 노동당 지지자로 선회하였고, 1997년 총선에서는 남편 쪽으로나 노동당 쪽으로나 모두 선거 운동에 나섰다. 버코의 우익 성향을 완화하는 데 샐리가 일조한 것이 아니냐는 시각도 있지만 버코 본인과 주변 지인들은 부정한다.
버코는 인본주의자이며, 의장을 맡기 전에는 인본주의 초당의원모임 (All Party Parliamentary Humanist Group)에 참여하기도 했다. 한 서민원 토론에서 의회 내 성직자들의 역할에 관해서 얘기하던 도중, 스스로를 "중요한 주제에 세속적인 관심을 두고 있는 무종교파"라고 묘사한 바 있다.

## 논란

### 의장의 지위 논란
의장으로 선출된 뒤 몇 주 동안 버코는 웨스트민스터 궁전 내 왕실 하사 의장실을 새장식하여 재단장하도록 지시하고, 대형 TV와 DVD 플레이어를 구매했다. 여기에 총 20,659파운드의 비용이 들어갔으며 의회 측에서 비용을 전부 부담했다. 이는 전임 의장 시절에 이뤄진 의장실 확장 공사에 뒤따른 것이었다. 또 2010년 4월 웨스트민스터 궁전의 식품비에 대한 600파운드 이상의 청구서도 언론들의 관심 대상이 되었는데, 서민원 재정부장이 버코 의장에게 "최소 두달 간 지급 처리되지 못한 물품들"이 있다고 통지서를 보낸 사실이 밝혀져 큰 논란이 되었다. 이들 비용은 이후 한달 내로 모두 납부되었다.

## 직함과 작위

### 영문 직함
- 1963~1997년: Mr John Simon Bercow
- 1997~2009년: Mr John Simon Bercow MP
- 2009년~: The Rt Hon Simon Bercow MP

### 작위
- 여왕 폐하의 영예로운 추밀원 일원 (2009년)

## 참고 문헌
- Bobby Friedman. Bercow, Mr Speaker: Rowdy Living in the Tory Party (2011) Gibson Square.

## 역대 선거 결과
| 선거명      | 직책명                           | 대수 | 정당   | 득표율 | 득표수   | 결과 | 당락                 |
| ----------- | -------------------------------- | ---- | ------ | ------ | -------- | ---- | -------------------- |
| 1987년 선거 | 하원의원 (마더웰사우스 선거구)   | 50대 | 보수당 | 14.48% | 5,702표  | 3위  | 낙선                 |
| 1992년 선거 | 하원의원 (브리스톨사우스 선거구) | 51대 | 보수당 | 32.41% | 16,245표 | 2위  | 낙선                 |
| 1997년 선거 | 하원의원 (버킹엄 선거구)         | 52대 | 보수당 | 49.79% | 24,594표 | 1위  | 버킹엄 하원의원 당선 |
| 2001년 선거 | 하원의원 (버킹엄 선거구)         | 53대 | 보수당 | 53.67% | 24,296표 | 1위  | 버킹엄 하원의원 당선 |
| 2005년 선거 | 하원의원 (버킹엄 선거구)         | 54대 | 보수당 | 57.44% | 27,748표 | 1위  | 버킹엄 하원의원 당선 |
| 2010년 선거 | 하원의원 (버킹엄 선거구)         | 55대 | 무소속 | 47.29% | 22,860표 | 1위  | 버킹엄 하원의원 당선 |
| 2015년 선거 | 하원의원 (버킹엄 선거구)         | 56대 | 무소속 | 64.47% | 34,617표 | 1위  | 버킹엄 하원의원 당선 |
| 2017년 선거 | 하원의원 (버킹엄 선거구)         | 57대 | 무소속 | 65.11% | 34,299표 | 1위  | 버킹엄 하원의원 당선 |

## 참고 자료
- 존 버코  - 공식 웹사이트
- Debrett's People of Today
- The Speaker - 영국 의회 홈페이지 프로필
- APPG for Tribal Peoples – Official website

뉴스 기사
- Profile: Commons Speaker, John Bercow, David Hencke, <가디언> (009년 6월 22일)
- The John Bercow story, Brian Wheeler, <BBC 뉴스> (2009년 6월 24일)
- Getting the House in order 보관됨 2011-08-11 - 웨이백 머신, James Macintyre, <프로스펙트 매거진> (2011년 7월 20일)